# José María Yáñez
General José María Yáñez Carrillo (1803 - 10 de agosto de 1880) foi um soldado mexicano que lutou na Guerra de Independência do México. Ele também serviu na guerra mexicano-americana e na guerra contra a tentativa francesa de criar um império no México.

## Biografia
Ele nasceu de camponeses em Valle de Santiago, Guanajuato, e fugiu de casa quando criança para ver outras terras e costumes do povo. Aos 18 anos, ingressou no Ejército Trigarante para lutar pela Independência do México, onde foi promovido, e teve seu melhor desempenho na defesa de Tampico contra uma expedição oito anos após a consumação da independência.
Em 1838, ele contribuiu para a defesa bem-sucedida de Veracruz contra os invasores franceses quando eles atacaram durante a Guerra da Pastelaria. Em 20 de maio de 1846, revoltou-se contra o presidente Mariano Paredes y Arrillaga, que era um conservador que tentava transformar a república em uma monarquia. Como general em Jalisco, comandando um exército de 500 homens e seis peças de artilharia, atacou o exército invasor dos EUA, que havia chegado pelo porto de San Blas, forçando os americanos a recuar.
Em 1852, foi nomeado governador de Jalisco, pelos conservadores que apoiaram, com José María Blancarte, o Plano Hospice.
Em novembro de 1853, ele comandou as forças que derrotaram William Walker e filibusters que tentaram tomar Baja California e Sonora para criar uma república independente.
Um dos fatos militares mais notáveis sobre Yáñez, foi a defesa de Guaymas. Foi nomeado governador de Sonora em 19 de abril de 1854 e, em 13 de julho do mesmo ano, defendeu o estado contra um exército sob o comando do conde Gaston de Raousset-Boulbon. Naquele mês, o estado de Sonora foi invadido por 400 filibusters da França, Alemanha e Chile, sob o comando de Boulbon que tentava tomar o estado mexicano e fundar um país independente. O conde Boulbon tentou convencer Yáñez a desistir de Guaymas sem resistência e, após sua recusa, atacou o porto em 13 de julho. Estados mexicanos vizinhos se juntaram ao exército comandado por Yañez e Boulbon foi preso e executado em 13 de agosto. O presidente Santa Anna criticou Yáñez por aparente ciúme de sua coragem, mas, após o fim de seu governo, Yáñez foi declarado "Benfeitor (Benemérito) de Sonora e Jalisco". Mais tarde, foi nomeado governador de Sinaloa e, como tal, aceitou o Plano Tacubaya. Poucos dias depois, renunciou, deixando Pedro Espejo como governador de Sinaloa, e viajou para a Cidade do México.
Morreu, como Ministro da Guerra e da Marinha, na Cidade do México.